# Tarcísio Filho
Tarcísio Pereira de Magalhães Filho (n. 22 august 1964, São Paulo, São Paulo, Brazilia) este un actor brazilian.

## Biografie
Este singurul fiu al actorilor Glória Menezes și Tarcísio Meira. Are doi frați vitregi, copii dintro căsnicie anterioară a Gloriei Menezes.

## Viața personală
Tarcísio este căsătorit cu publicista Mocita Fagundes.